# 尼克森主義
尼克森主義（英語：Nixon Doctrine），或稱關島主義（英語：Guam Doctrine），是美國總統理查·尼克森於1969年7月25日在關島舉行的一場記者會中所提出的外交政策，稍後他也在1969年11月3日一場關於「越南化」的演說中再次提及。根據美國冷戰東亞關係專家裴斗虎（Gregg Brazinsky）的說法，尼克森在演說中強調「美國將會協助所有盟友的國防安全與經濟建設」，但不會「承擔世界上所有自由國家的防衛任務」。這項主義的基本內涵即是每個美國的盟友均須各自負起自己國家的防衛責任，但有需求時美國仍將為各個盟友張開核保護傘。該主義主張對和平的追求需要透過美國與盟友的合作關係來達成。尼克森主義象徵著尼克森對亞洲國際政策的轉變，特別是「越南戰爭的越南化」。

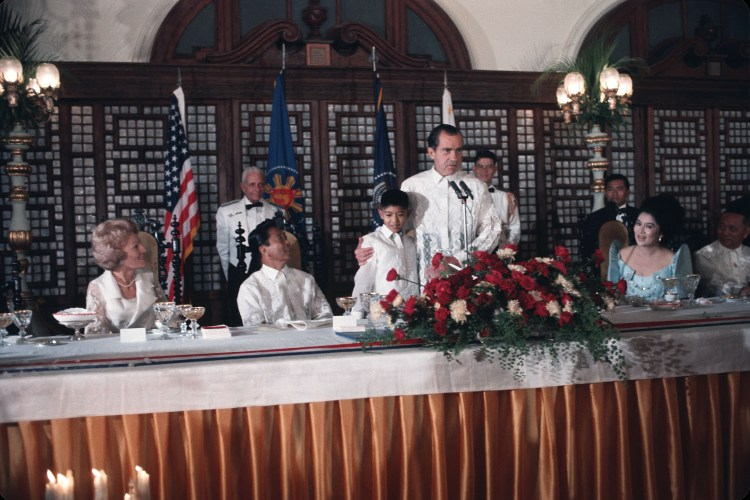
理查·尼克森訪問菲律賓時與時任菲國總統的費迪南德·馬可仕、其妻伊美黛·馬可仕與其子小費迪南德·馬可仕合影。

## 背景
當理查·尼克森於1969年成為美國總統時，美國已經參與越戰近四年了；該戰爭已造成超過30,000名美國軍人與無數的越南人喪命。1969年時的美國民意壓倒性地支持結束戰爭。一份該年5月的蓋洛普民調顯示高達56%的民眾認為對越南用兵是個錯誤；50歲以上的民眾中有61%如此認為，而21至29歲的民眾則有49%這麼認為。強大的民意壓力最終促使美國自越南撤軍，並導致南越被完全赤化。由於尼克森在1968年美國總統選舉中針對越南問題提出「榮譽的和平」主張，結束越戰遂成為尼克森的重要政策之一。

## 尼克森主義的內容
1969年尼克森在進行國際性訪問時曾在關島短暫停留；該年7月25日尼克森正式提出了尼克森主義。

1969年11月3日，尼克森在其《對全國人民關於越南戰爭的演說》中提到：
首先，美國將會遵守所有條約中的承諾。
其次，我們將會在盟友、或是那些對我國國防安全具有重要意義的國家受到威脅時，為其張開核保護傘。
第三，在其他類型的衝突中，我們將會應盟國的請求，並依據條約內的承諾，為其提供軍事或經濟上的支援。但我們將視直接受威脅的國家的情況，承擔起為其提供防衛人力的責任。

## 實際運作
整體而言，美國收回了對次要盟邦針對非傳統防衛承諾的原因是基於財政上的考量，同時也是美國政府重新檢視外交與戰略政策的結果；這反映在尼克森所欲推行的緩和政策、與蘇聯的核武軍備控制協商，以及與中國正式建立的邦交關係上。這種轉變的結果就是先前被美國納入核保護傘的國家，由於美國撤回其安全防衛的承諾，造成這些國家現在必須獨立負擔國防任務，因此對美國的軍購急速增加。在韓國的61,000名駐韓美軍中有20,000名於1971年6月撤出。
根據作家麥克·克萊爾（Michael Klare）的說法，尼克森主義在實際運用上開啟了美國對波斯灣國家軍事援助的「閘門」，並為稍後的卡特主義奠下基礎，同時也導致美國對波斯灣戰爭與伊拉克戰爭的直接軍事干預。美國仰賴沙烏地阿拉伯與伊朗這「兩根柱子」作為中東地區局勢穩定的保證。1970年至1971年間上漲的油價也使兩國有能力支付其國內日益擴張的軍費。美國對伊朗的軍售數字由1970年的1億360萬美元成長至1972年的5億5270萬美元；對沙烏地阿拉伯的數字則由1970年的1580萬美元成長至1972年的3億1240萬美元。此外，美國自第二次世界大戰後便一直在巴林佈有少量海上武力，此次亦在波斯灣佈署了三艘軍艦；儘管如此，美國並未作出其他具體的安全防衛承諾。

## 現代使用
學者華特·拉德維希（Walter Ladwig）於近年來主張美國應該對印度洋地區採用「新尼克森主義」，支援美國於該區包括印度、印尼、澳洲與南非等國在內的主要盟邦，使其有能力負擔該區域的和平與安全。拉德維希認為原始的尼克森主義有個嚴重的缺點，就是美國過於依賴那些親西方的獨裁者來維持區域的穩定，但這些獨裁者們卻沒有能力控制區域情勢；相反的，「新尼克森主義」著重於扶植印度洋地區民主且有經濟能力能獨立負擔區域和平任務的國家。澳洲戰略政策研究院研究員安德魯·菲利普斯（Andrew Philips）則認為他雖然同意這項主張能「合理地平衡美國領導地位與區域主導權間的衝突」，但卻也認為這麼做將會過度強調「該區域四個主要國家間聚合性的防衛利益」。

## 註記
1. ↑  指的是理查·尼克森希望透過擴張、支援並訓練南越軍隊的方式來結束美國對越戰的干涉，使當地的南越政府自行負起戰鬥的責任，最終使美軍完全撤出越南，讓越南戰爭完全「越南化」。

## 延伸閱讀
- J. Kimball. . Presidential Studies Quarterly. 2006, 36 (1): 59–74. doi:10.1111/j.1741-5705.2006.00287.x.
- H. Meiertöns (2010): The Doctrines of US Security Policy — An Evaluation under International Law, Cambridge University Press, ISBN 978-0-521-76648-7.
- . The American Presidency Project. University of California - Santa Barbara.   [2016-12-01]. （原始内容存档于2016-04-30）.
- . The American Presidency Project. University of California - Santa Barbara.   [2016-12-01]. （原始内容存档于2016-04-30）.